# NGC 1166
NGC 1166 este o galaxie spirală situată în constelația Berbecul. A fost descoperită în 1 octombrie 1864 de către Albert Marth. Se află la o distanță de 103,17 megaparseci de Pământ.